# Trương Lương (xã)
Trương Lương là một xã thuộc huyện Hòa An, tỉnh Cao Bằng, Việt Nam.

## Địa lý
Xã Trương Lương nằm ở phía tây huyện Hòa An, có vị trí địa lý:
- Phía đông giáp xã Đức Long và xã Hồng Việt
- Phía tây giáp huyện Hà Quảng và huyện Nguyên Bình
- Phía nam giáp huyện Nguyên Bình
- Phía bắc giáp xã Dân Chủ.

Xã Trương Lương có diện tích 53,06 km², dân số năm 2019 là 3.331 người, mật độ dân số đạt 63 người/km².
Trên địa bàn xã Trương Lương có các núi: Kéo Nhảng, Khuổi Ỏ, Kéo Quảng, Kéo Lầm, Lũng Củm; có sông Dẻ Rào, sông Nguyên Bình cùng suối Khuổi Tâm chảy qua. Nhà máy điện Nà Ngàn nằm trên địa phận xã Trương Lương.

## Hành chính
Xã Trương Lương được chia thành 9 xóm: Bản Gùa, Giang Lâm, Lũng Diểu, Lũng Luông, Lũng Oong, Nà Chang, Nà Mừa, Nà Thúm, Sam Luồng.

## Lịch sử
Địa bàn xã Trương Lương hiện nay trước đây vốn là hai xã Trương Lương và Công Trừng thuộc huyện Hòa An.
Ngày 9 tháng 7 năm 2020, Ủy ban nhân dân huyện Hòa An, tỉnh Cao Bằng ban hành Thông báo số 55/TB-UBND về việc sáp nhập một số xóm thuộc hai xã Trương Lương và Công Trừng:
- Sáp nhập hai xóm Nà Ngàn và Bản Chang thành xóm Nà Chang
- Sáp nhập xóm Bản Viểng vào xóm Nà Thúm
- Sáp nhập xóm Kéo Tằm và 5 hộ của xóm Nà Quang vào xóm Giang Lâm
- Sáp nhập xóm Sí Liếng vào xóm Bản Gùa
- Sáp nhập hai xóm Nà Quang và Tổng Hoáng vào xóm Sam Luồng
- Sáp nhập xóm Lũng Mải vào xóm Lũng Luông
- Sáp nhập xóm Cốc Phăng vào xóm Lũng Oong.

Trước khi sáp nhập, xã Trương Lương có diện tích 36,95 km², dân số là 2.426 người, mật độ dân số đạt 66 người/km², có 6 xóm: Bản Gùa, Giang Lâm, Nà Chang, Nà Mừa, Nà Thúm, Sam Luồng. Xã Công Trừng có diện tích 16,11 km², dân số là 905 người, mật độ dân số đạt 56 người/km², có 3 xóm: Lũng Luông, Lũng Diểu, Lũng Oong.
Ngày 10 tháng 1 năm 2020, Ủy ban Thường vụ Quốc hội ban hành Nghị quyết số 864/NQ-UBTVQH14 về việc sắp xếp các đơn vị hành chính cấp huyện, cấp xã thuộc tỉnh Cao Bằng (nghị quyết có hiệu lực từ ngày 1 tháng 2 năm 2020). Theo đó, sáp nhập toàn bộ diện tích và dân số của xã Công Trừng vào xã Trương Lương.